# 法朗士·麦绥莱勒
法朗士·麦绥莱勒（荷蘭語：Frans Masereel，1889年7月31日—1972年1月3日），比利时画家。主要在法国，以黑白木刻作品闻名，代表作包括《一个人的受难》、《光明追求》、《我的忏悔》、《没有字的故事》。
麦绥莱勒的木刻画影响了林德-沃德以及后来的平面艺术家，如克利福德·哈珀、埃里克·德鲁克和奥托·尼克尔。

## 作品
- 25 Images of a Man's Passion（英语：25 Images of a Man's Passion） (1918)
- Passionate Journey（英语：Passionate Journey） (1919)
- The Sun (1919)
- Story Without Words（英语：Story Without Words） (1920)
- The Idea（英语：The Idea (book)） (1920)
- The City (1925)
- The Work (1928)
- The Siren (1932)
- From Black to White (1939)
- Route des hommes (1964)